# Battaglia di Uddevalla
La nattaglia di Uddevalla fu uno scontro avvenuto il 28 agosto 1677 tra le forze danesi e quelle svedesi, nell'ambito della guerra di Scania.

## Preludio
Dopo la caduta di Marstrand nelle mani dei danesi, Göteborg era divenuta una città esposta al nemico. Il generale svedese Magnus Gabriel de la Gardie assemblò un esercito di 3000 uomini (dei quali 1200 cavalieri e 1500 dalarniani) e si accampò presso Vänersborg il 10 agosto, muovendo poi alla volta della città di Uddevalla. Ad ogni modo le forze danesi, pari a 5600 uomini e guidate dal generale Ulrik Fredrik Gyldenløve, colsero gli svedesi nel corso della loro marcia.

## La battaglia
De la Gardie impiegò le sue truppe con uno schema difensivo, ma Gyldenløve iniziò ad affiancare gli svedesi, tentando di tagliare loro la ritirata verso il fiume Göta älv. De la Gardie dovette ordinare alla cavalleria di coprire la ritirata della fanteria svedese verso il fiume, ma quando la cavalleria danese caricò quella svedese, quest'ultima fuggì senza colpo ferire. De la Gardie stesso finì quasi per essere catturato e la battaglia si tramutò in una fuga disorganizzata. Solo a Kuru Bro, a 5 km ad est di Uddevalla, gli svedesi riuscirono a trovare rifugio. I dalarniani mantennero le loro posizioni e le loro picche spianate in difesa del pronte contro la cavalleria nemica sino a quando tutta la cavalleria svedese non fosse passata oltre, atto dopo il quale il ponte venne demolito.

## Conseguenze
L'esercito svedese raggiunse sano e salvo Göta Älv, ma le sue perdite erano pari a 500 uomini e 9 cannoni. Il fallimento dell'impresa venne addossato dagli svedesi alla mancanza di truppe adeguatamente formate e all'inesperienza militare di De La Gardie. Dopo la battaglia, su sua richiesta venne sollevato dall'incarico con spregio da parte di Carlo XI di Svezia.